# دانشگاه فنی مولداوی
دانشگاه فنی مولداوی (به لاتین: Technical University of Moldova) یک دانشگاه فنی در مولداوی است که در کیشیناو واقع شده‌است.